# کیم مال-لیونگ
کیم مال-لیونگ (انگلیسی: Kim Mal-lyun؛ زادهٔ ۲۸ ژوئن ۱۹۵۳) بازیکن زن بسکتبال اهل کره جنوبی بود. وی در بازی‌های المپیک تابستانی ۱۹۸۸ شرکت کرده‌است.